# Barbaira (torrente)
Il Barbaira è un torrente della Liguria lungo circa 16 km; è il principale affluente del Nervia.

## Geografia

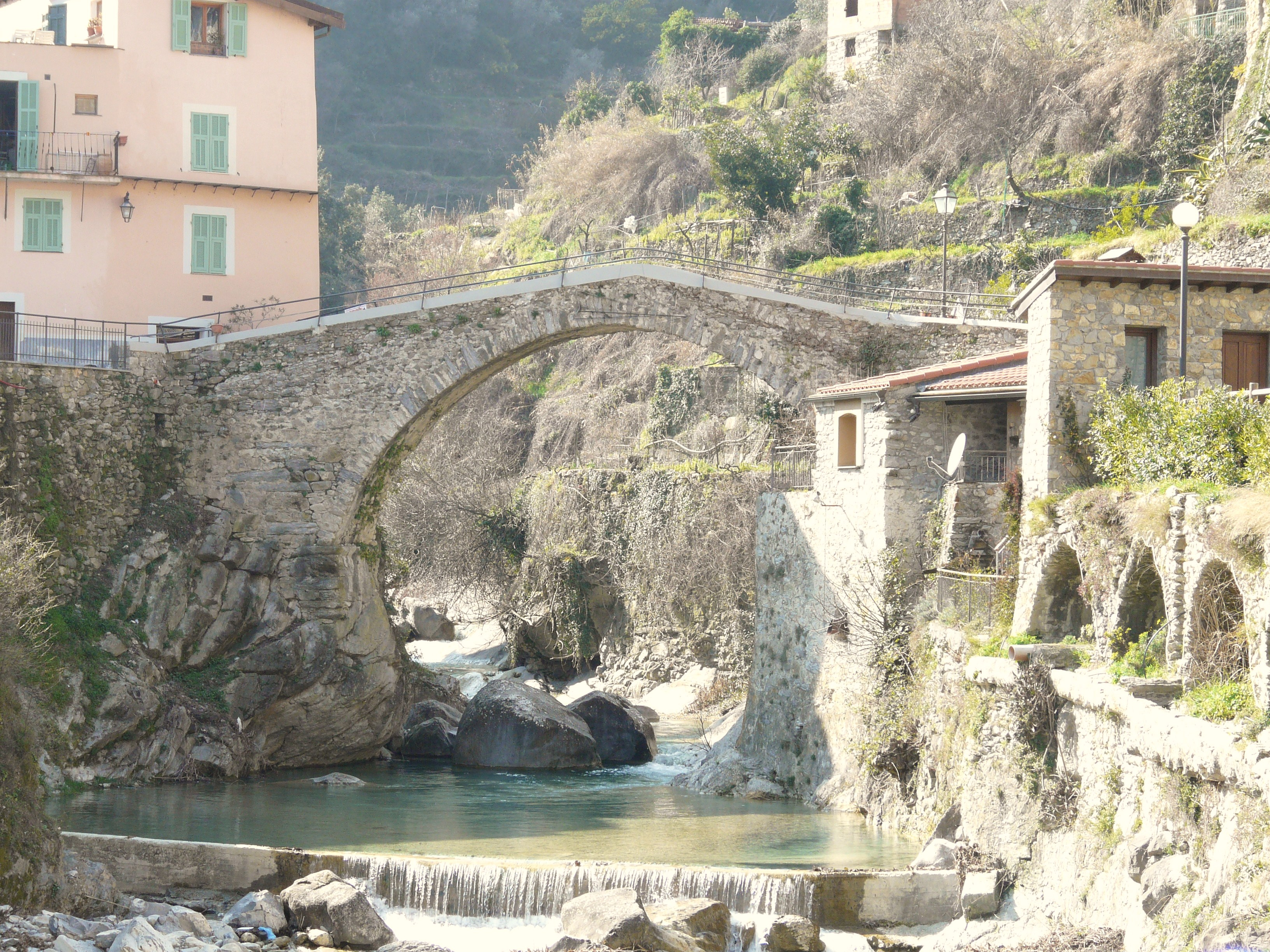
L'antico ponte di Rocchetta Nervina.

Il Barbaira nasce dalla confluenza di alcuni rami sorgentizi che si originano tra la punta dell'Arpetta e il monte Simonasso, nelle Alpi Liguri, e scorre in una valle boscosa con direzione prevalente verso sud-est. Raggiunto il centro del comune di Rocchetta Nervina raccoglie da sinistra le acque del suo principale affluente, il rio Oggia. Confluisce infine nel Nervia a ponte Barbaira (71 m).

### Principali affluenti
- Sinistra idrografica:
  - rio d'Oggia: è il principale affluente del Barbaira e lo raggiunge a Rocchetta Nervina[2],
  - rio Pau;
- destra idrografica:
  - rio Massula: la sua sorgente è collocata nella zona del monte Abellio; confluisce nel Barbaira circa un km a sud di Rocchetta Nervina.
  - rio Roglio,
  - rio Ubaghi di Sartu.

## Sport

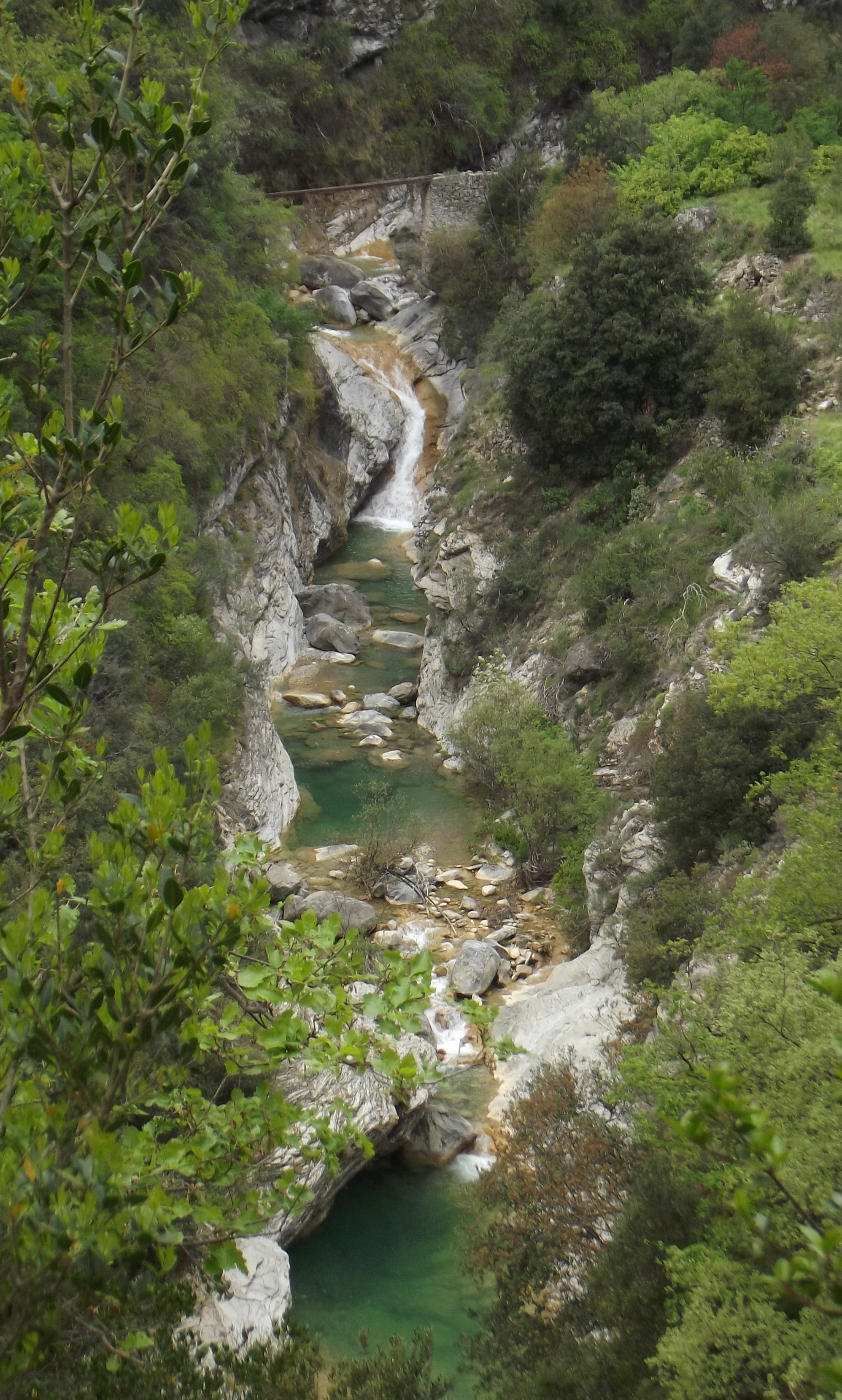
Il Barbaira nel suo tratto intermedio.

Il corso del Barbaira è un sito piuttosto conosciuto per la pratica del canyoning.